# ناحیه اینلند، میشیگان
ناحیه اینلند (به انگلیسی: Inland Township) یک منطقهٔ مسکونی در ایالات متحده آمریکا است که در شهرستان بنزی واقع شده‌است.
 ناحیه اینلند ۹۳٫۷ کیلومتر مربع مساحت و ۲٬۰۷۰ نفر جمعیت دارد و ۲۶۵ متر بالاتر از سطح دریا واقع شده‌است.